# Jean-Baptiste Biot
Jean-Baptiste Biot (Paris, 21 de abril de 1774 — Paris, 3 de fevereiro de 1862) foi um físico, astrônomo e matemático francês.
No início da década de 1800, estudou a polarização da luz passando através de soluções químicas, bem como as relações entre a corrente elétrica e o magnetismo. A lei de Biot-Savart, que descreve o campo magnético gerado por uma corrente estacionário, leva esse nome devido à sua colaboração com Félix Savart.

## Biografia

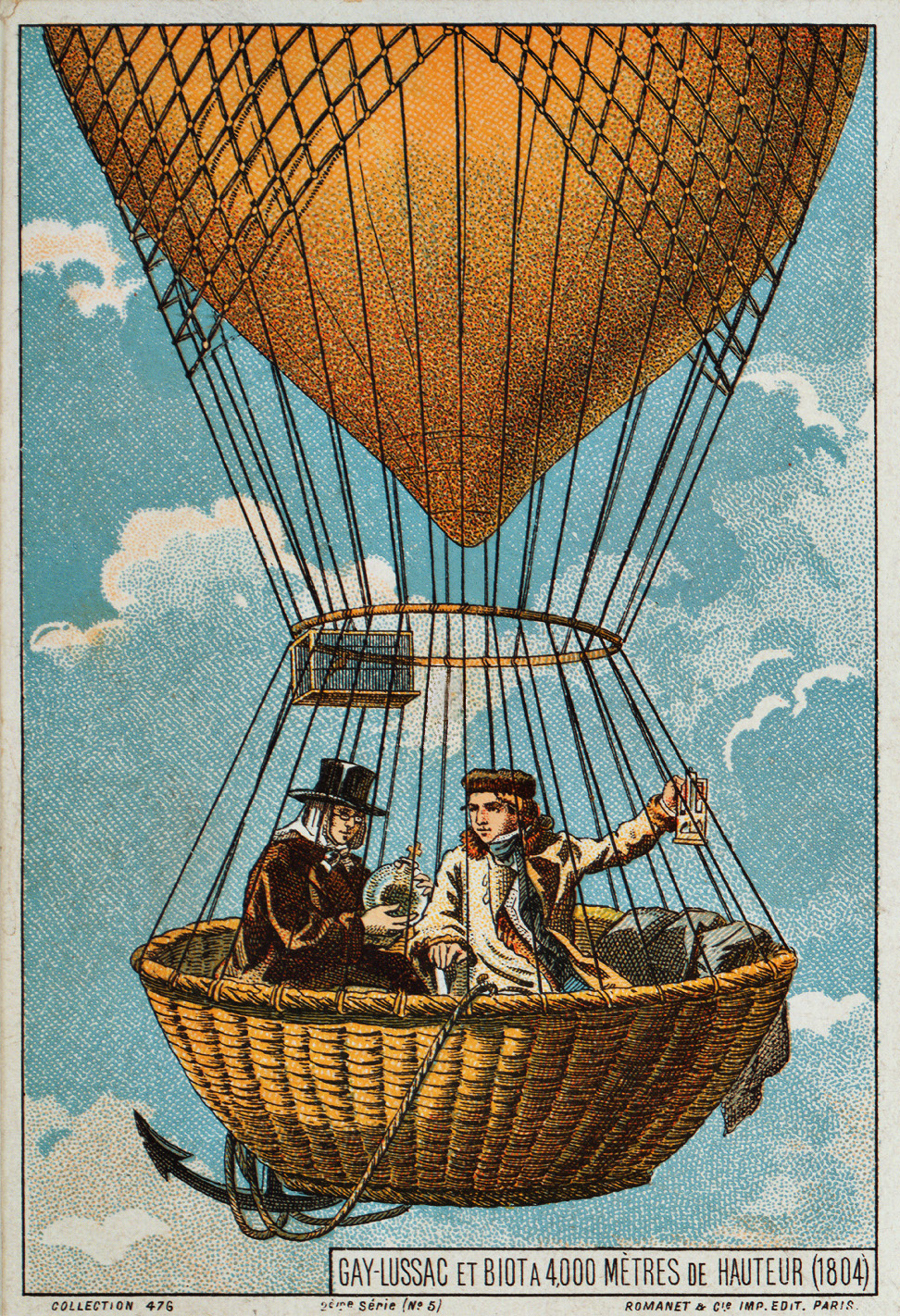
Biot e Gay-Lussac subindo em um balão de ar quente em 1804. Ilustração do final do século XIX.

Nascido em Paris no dia 21 de abril de 1774, Jean-Baptiste Biot, foi educado no Lyceum Louis-le-Grand e na École Polytechnique em 1794. Após servir na artilharia foi nomeado professor de matemática em Beauvais (1797). Por volta de 1800 se tornou professor de física no Collège de France e, em 1803, foi eleito membro da Academia Francesa de Ciências.  Biot participou do primeiro passeio científico de balão de ar quente juntamente com Joseph Louis Gay-Lussac. Neste voo alcançaram 4.000 metros de altura e buscavam explicar como o campo magnético da Terra variava com a elevação.
Fez parte da Legião de Honra, sendo eleito “chevalier” em 1814 e comandante em 1849. Em 1815 foi eleito membro estrangeiro da Royal Society of London, em 1816 membro da Royal Swedish Academy of Sciences e 1822 membro honorário estrangeiro da Academia Americana de Artes e Ciências.
Seu sucesso no campo das propriedades térmicas ou ópticas da matéria foi premiado em 1840 pela Royal Society. Em 1850, Biot publicou um livro de memórias sobre suas lembranças do período final da década de 1790 e começo de 1800 sobre seus encontros com Laplace. 

## Trabalhos
Eletromagnetismo

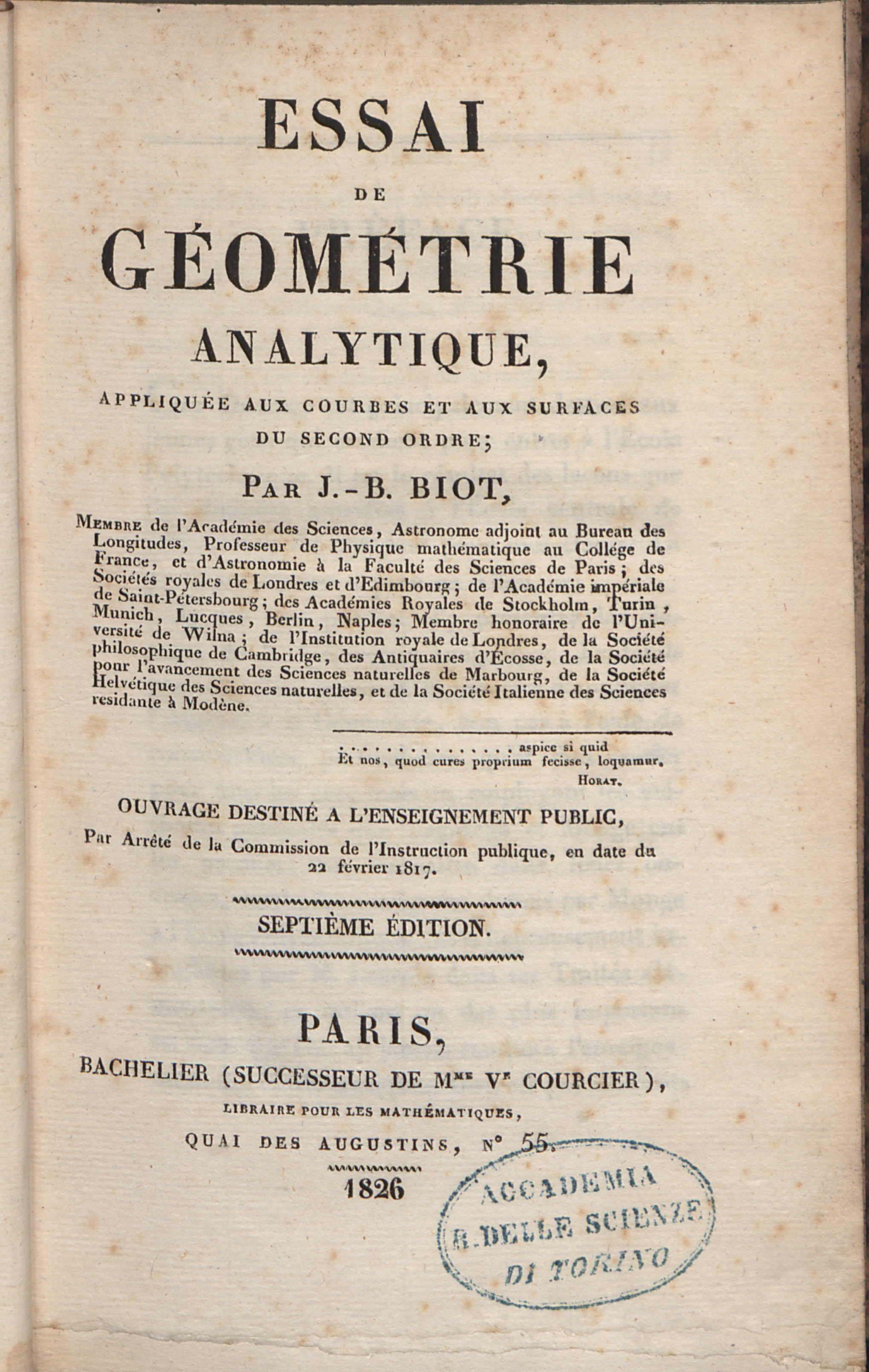
Essai de géométrie analytique, 1826

Dentre as contribuições de Jean-Baptiste Biot na comunidade científica está a lei de Biot-Savart. Esta recebeu o nome de Biot e de seu colega Félix Savart por seus trabalhos realizados em 1820.
Em seu experimento, eles mostraram uma conexão entre eletricidade e magnetismo "começando com um longo fio vertical e uma agulha magnética horizontal distância entre eles [e mostrando] que passar uma corrente pelo fio fazia a agulha se mover "(Salsa).
Meteoritos
Em 1803, Biot foi enviado para L'Aigle, na França, para relatar 3 000 meteoritos que haviam caído no local. Com seus relatos descobriu que os meteoritos eram do espaço sideral e ajudou a apoiar o argumento de Ernest Florens Friedrich Chladni de que meteoritos eram detritos do espaço.
Luz polarizada
O estudo no campo da ótica também teve avanços dados pelos estudos de Biot. Em 1812, ele estudou a polarização da luz, mesma época onde começaram a desconsiderar a teoria corpuscular em favor da teoria ondulatória da luz.
Em 1815, demonstrou que "a luz polarizada, ao passar por uma substância orgânica, podia ser girada no sentido horário ou anti-horário, dependendo do eixo óptico do material". Seu trabalho gerou muitos avanços para o campo da óptica.